# CCNG1
CCNG1 (англ. Cyclin G1) – білок, який кодується однойменним геном, розташованим у людей на короткому плечі 5-ї хромосоми.  Довжина поліпептидного ланцюга білка становить 295 амінокислот, а молекулярна маса — 34 074.
| 10         |  | 20         |  | 30         |  | 40         |  | 50         |
| ---------- |  | ---------- |  | ---------- |  | ---------- |  | ---------- |
| MIEVLTTTDS |  | QKLLHQLNAL |  | LEQESRCQPK |  | VCGLRLIESA |  | HDNGLRMTAR |
| LRDFEVKDLL |  | SLTQFFGFDT |  | ETFSLAVNLL |  | DRFLSKMKVQ |  | PKHLGCVGLS |
| CFYLAVKSIE |  | EERNVPLATD |  | LIRISQYRFT |  | VSDLMRMEKI |  | VLEKVCWKVK |
| ATTAFQFLQL |  | YYSLLQENLP |  | LERRNSINFE |  | RLEAQLKACH |  | CRIIFSKAKP |
| SVLALSIIAL |  | EIQAQKCVEL |  | TEGIECLQKH |  | SKINGRDLTF |  | WQELVSKCLT |
| EYSSNKCSKP |  | NVQKLKWIVS |  | GRTARQLKHS |  | YYRITHLPTI |  | PEMVP      |

A: Аланін

C: Цистеїн

D: Аспарагінова кислота

E: Глутамінова кислота

F: Фенілаланін

G: Гліцин

H: Гістидин

I: Ізолейцин

K: Лізин

L: Лейцин

M: Метіонін

N: Аспарагін

P: Пролін

Q: Глутамін

R: Аргінін

S: Серин

T: Треонін

V: Валін

W: Триптофан

Задіяний у таких біологічних процесах як клітинний цикл, поділ клітини, мітоз, поліморфізм, альтернативний сплайсинг. 
Локалізований у ядрі.